# SK Admira Wien
Der Sportklub Admira war ein österreichischer Fußballverein aus dem Wiener Stadtteil Jedlesee. Er entstand 1905 durch die Fusion der beiden Fußballklubs „Burschenschaft Einigkeit“ und „Sportklub Vindobona“, wobei seine Geschichte bis 1897 zurückreicht. Der Verein bestand bis zur Fusion 1971 mit dem Meidlinger Sportclub Wacker Wien zum FC Admira/Wacker, der Rechtsnachfolger beider Vereine wurde. Die Vereinsfarben der Admira Wien waren Schwarz-Weiß, die Heimspiele wurden im damaligen Leopold-Stroh-Stadion an der Hopfengasse ausgetragen, das heute vom Floridsdorfer AC benutzt wird.
In 50 Jahren Zugehörigkeit zur ersten Liga wurde die Admira achtmal Meister; die meisten Titel fielen in die Zeit von 1927 bis 1939, die „Goldene Ära“ des Vereins. Den Höhepunkt der Vereinsgeschichte erreichte die Admira im Jahr 1934, in dem sie Meister wurde, das Pokalfinale gegen Rapid Wien mit 8:0 für sich entschied und im Mitropapokal, dem Vorläufer des heutigen Europapokals, das Endspiel erreichte.

## Geschichte

### 1897–1905: Anfänge des Fußballsportes in Jedlesee
Am 15. November 1894 wurde erstmals in Österreich zwischen Vienna und Cricketer ein Fußballspiel nach Regeln der englischen Football Association ausgetragen. Nur drei Jahre später hatte der Fußballsport auch im noch landwirtschaftlich geprägten Groß-Floridsdorfer Stadtteil Jedlesee im Nordosten von Wien Einzug gehalten. Erster Fußballklub im Ort war der SK Sturm, der im Jahre 1897 von Josef Schmidt ins Leben gerufen wurde. Wenige Monate später gründeten Donaufelder Sportler einen zweiten Verein in Jedlesee, die Namensfindung auf der ersten Vereinssitzung gestaltete sich aber schwierig. Schließlich fand der Vorschlag eines Amerikaheimkehrers großen Anklang, der nach Jedlesee zurückgekehrt war und den Atlantik mit dem Schiff „Admira“ überquerte. Die erste Mannschaft in der Geschichte der Admiraner bildeten Franz Scheppe, Heinrich Feld, Franz Hansal, Karl Brückl, Georg Lang, Tram Gromann, Heinrich Rottogiero, Johann Reschberger, Karl Walsek, Johann Pohl und Karl Frank.

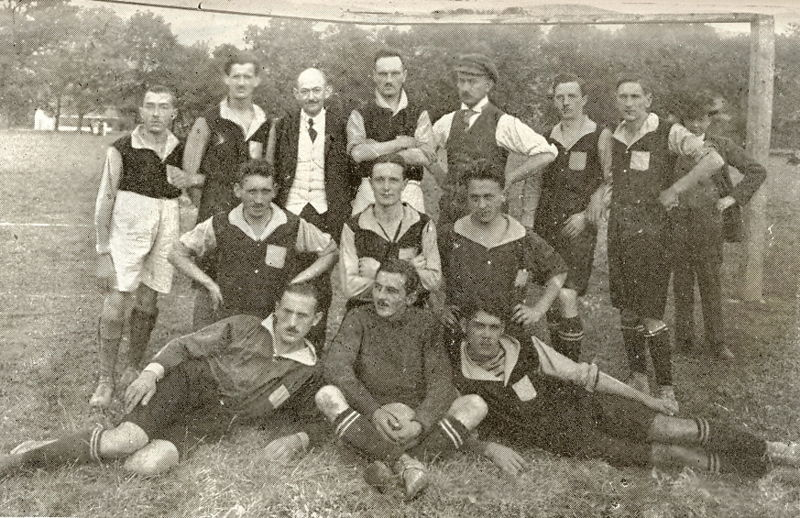
Gründungsmannschaft der „neuen“ Admira

Bald gesellten sich auch die „Sturm“-Leute, die ihren Verein auflösten, zu den „Admiranern“: Sturm trug seine Spiele bis dahin auf der Geyerwiese aus, sah sich aber durch die ständigen Überflutungen durch die Donau zu diesem Schritt gezwungen. Aber auch den Admiranern machte die Donau auf dem Heimplatz in der Kirchenlacke schwer zu schaffen, so dass auch die Admira wenige Jahre später ihren Spielbetrieb einstellen musste. Mittlerweile existierten bereits mit der „Burschenschaft Einigkeit“ sowie dem Sportklub „Vindobona“ zwei weitere Vereine in Jedlesee. Am 1. Oktober 1905 fusionierten die beiden und nahmen – in Erinnerung an den kurz zuvor aufgelösten Verein – den Namen Admira, mit vollständigem Namen: „1. Groß-Floridsdorfer SK Admira“, an. Nachdem kurze Zeit danach aus der Stadt Groß-Floridsdorf, die auf Grund ihres raschen Bevölkerungswachstums Ambitionen auf die neue niederösterreichische Landeshauptstadt hatte, der erste Wiener Gemeindebezirk nördlich der Donau wurde, sprach man allerdings fast nur noch vom SK Admira Wien. Erster Obmann der neuen Admira war Friedrich Geyer. Die Mannschaft bestand aus Richard Grill, Johann Gehr, Josef Geyer, Georg Wiche, Ferdinand Frank, Johann Rehor, Hans Kammerer, Johann Summer, Johann Wiesner und Josef Buchmann. Gespielt wurde immer noch in der Kirchenlacke, als erster Vereinssitz diente das Gasthaus Blauensteiner.

### 1906–1919: Aufstieg zum Erstliga-Verein
Der erste Sieg, der in der Admira-Chronik als bedeutungsvoll beschrieben wird, gelang bei einem Sechserturnier auf der Korneuburger Radrennbahn im Jahre 1906, wo man, vor mehreren großen Wiener Vereinen, den ersten Platz errang. Ein weiterer Meilenstein in der frühen Vereinsgeschichte war der Bau eines eigenen, hochwassersicheren Platzes in Jedlesee. 1909 konnte schließlich der neue Admira-Sportplatz neben der Fabrik Pollack & Söhne in der Deublergasse eröffnet werden. Bis zum Jahr 1911 konnten sich die Schwarz-Weißen in der Meisterschaft bis in die 2. Klasse hocharbeiten, ein administrativer Fehler brachte jedoch einen schweren Rückschlag in der Vereinsgeschichte. Ohne Erlaubnis des Verbandes hatten die Jedleseer Wettspiele gegen Preßburger Vereine bestritten und wurden prompt ausgeschlossen. Zunächst schlossen sie sich weiteren verbandslosen Vereinen an, die versuchten, einen Gegenverband zu gründen, kehrten allerdings bald wieder zum ÖFV zurück, was allerdings einen Neuanfang in der 4. Klasse bedeutete.
So befand sich die Admira bei der erstmaligen Austragung der österreichischen Fußballmeisterschaft 1911/12 nun in der tiefsten Spielklasse. Der Verein war jedoch deutlich spielstärker als seine Konkurrenten und schaffte bereits in den ersten beiden Meisterschaftsspielzeiten den Aufstieg aus der 4. in die 2. Spielstufe. Die Meisterschaft 1911/12 wurde hierbei mit einem Torverhältnis von 122:8, jene in der 3. Klasse 1912/13 mit 88:12 errungen. Der Aufwärtstrend der Schwarz-Weißen hielt auch während des Ersten Weltkrieges an, obwohl gleich zu Kriegsbeginn neun Spieler der Kampfmannschaft als Soldaten einberufen wurden. 1914 waren sie noch hinter dem SC Wacker Wien Vizemeister der zweiten Klasse geworden, 1915 konnten die Jedleseer bereits über den Gewinn der Zweitligameisterschaft jubeln. Da der Ab- und Aufstieg jedoch während des Ersten Weltkrieges ausgesetzt war verblieb die Admira vorerst in der Zweitklassigkeit. Nach Kriegsende, im Spieljahr 1919, gelang schließlich gemeinsam mit der Vienna der Aufstieg in die Erstklassigkeit, wenngleich dieser auch ein wenig von glücklichen Umständen begleitet war. Die Vienna stand bereits mehrere Runden vor Meisterschaftsende als Zweitligameister fest, woraufhin deren Verfolger sich in den letzten Spielen schonten. Nach Beendigung der Saison gab der Verband jedoch bekannt, dass in diesem Jahr erstmals zwei Vereine aufsteigen dürfen.

### 1920–1928: Der erste Titelgewinn und Debüt im Mitropacup
In den ersten Jahren der Erstklassigkeit kämpften die Admiraner noch um den Klassenerhalt. 1920 belegten die Jedleseer den abgeschlagenen letzten Platz in der Meisterschaft, entgingen dem Abstieg nur dank der Aufstockung der Liga. 1921 beendeten die Schwarz-Weißen die Saison punktgleich mit Absteiger Wiener AC, dieses Mal rettete das bessere Torverhältnis die Admira. Nach diesen beiden turbulenten Jahren konnten sich die Jedleseer jedoch zusehends in der höchsten österreichischen Spielklasse etablieren und sorgten erstmals mit dem 3. Platz hinter Rapid und Amateure 1923 für Aufsehen. Zu Saisonhöhepunkten entwickelten sich in dieser Zeit die Bezirksderbys mit dem Floridsdorfer AC, dem Meister von 1918, der nun erstmals um seine Vorherrschaft in Floridsdorf kämpfen musste. Der erste große Erfolg gelang den Admiranern 1927, als sie überraschend den Meistertitel gewinnen konnten. Die Saison wurde zunächst vom Aufsteiger BAC und dessen in der österreichischen Presse bereits als Sensationstormann gefeierten Franz Köhler beherrscht. In 23 Meisterschaftspartien konnte Köhler nur 19 Mal bezwungen werden. So hatte der Aufsteiger lange Zeit die Tabellenführung inne, erst in den letzten Meisterschaftsrunden wurde er von der Admira überholt.
Am letzten Spieltag trafen die beiden Kontrahenten aufeinander, Admira hatte 34, BAC 33 Punkte. Das saisonentscheidende Spiel fand auf dem mit 20.000 Zuschauern ausverkauften BAC-Platz statt. Das Match beschäftigte im Vorfeld tagelang die Medien, es wurde schließlich zu einem der größten Erfolge in der schwarz-weißen Vereinsgeschichte. Der Admira-Angriff Sigl–Klima–Stoiber–Schall–Runge konnte Köhler fünf Mal bezwingen, Admira gewann mit 5:0 und wurde erstmals österreichischer Meister, der BAC nur Vizemeister. Toni Schall wurde zudem erstmals österreichischer Torschützenkönig. Im selben Jahr erreichten die Schwarz-Weißen zum dritten Mal in ihrer Geschichte das Cup-Halbfinale. Scheiterten sie bisher klar an den großen Vereinen, so unterlagen sie 1922 mit 0:6 dem WAC, 1926 1:4 der Vienna, schlitterte die Admira dieses Mal nur knapp am möglichen Doublegewinn vorbei. Die erste Halbfinalpartie gegen Rapid Wien endete 2:2 nach Verlängerung, erst ein Elfmeter kurz vor Spielende rettete den Hütteldorfern das Wiederholungsspiel, welches 3:4 verloren ging. Als österreichischer Meister war die Admira zudem berechtigt, am Mitropacup, dem Vorläufer des Europapokalwettbewerbs, teilzunehmen. Gleich in der ersten Runde bekamen die Jedleseer jedoch mit der Prager Sparta einen sehr schweren Gegner. In Prag verloren sie klar 1:5, doch in Wien lag Admira nach 60 Minuten ebenfalls 5:1 vorn und egalisierte das Hinspielergebnis damit. Die Aufholjagd vor dem begeisterten Publikum zehrte jedoch an den Kräften, sodass die Prager noch zwei Treffer zum 3:5 erzielen konnten und somit den Gesamtsieg davontrugen.

### 1927–1934: Aufstieg zum europäischen Spitzenverein
In der folgenden Saison 1927/28 konnte die Admira erstmals das Double holen. Die Meisterschaft wurde relativ ungefährdet vor Rapid Wien gewonnen, Toni Schall stellte mit 36 Toren in nur 26 Spielen einen neuen Torrekord auf. Im Cupfinale am 19. Mai 1927 auf der Hohen Warte besiegten die Schwarz-Weißen den WAC mit 2:1. Ignaz Sigl und Franz Runge konnten den Tormann der Praterleute Rudi Hiden jeweils einmal bezwingen. Die Admiraner erhielten bei ihrem Spiel im Cupfinale schlagkräftige Unterstützung zahlreicher Rapid-Fans, denn der Double-Gewinn der Admira ermöglichte dem Vizemeister Rapid die Teilnahme am Mitropacup. Während die Rapidler in dieser Saison das Finale erreichten, gelangten die Jedleseer bis ins Halbfinale, bezwangen zuvor in hartem Kampf Slavia Prag (Gesamtergebnis 6:4). Gegen den späteren Sieger Ferencvárosi TC vermochten sich die Admiraner jedoch nicht durchzusetzen. Von 1928 bis 1931 gelang den Jedleseern schließlich das Kunststück, drei Mal hintereinander Vizemeister zu werden, wobei Anton Schall zwei weitere Male österreichischer Torschützenkönig wurde. Im Cup musste sich die Admira zunächst Rapid mit 3:4 in der Verlängerung geschlagen geben, ein Jahr später verloren die Schwarz-Weißen 2:3 gegen die Austria nach Verlängerung.

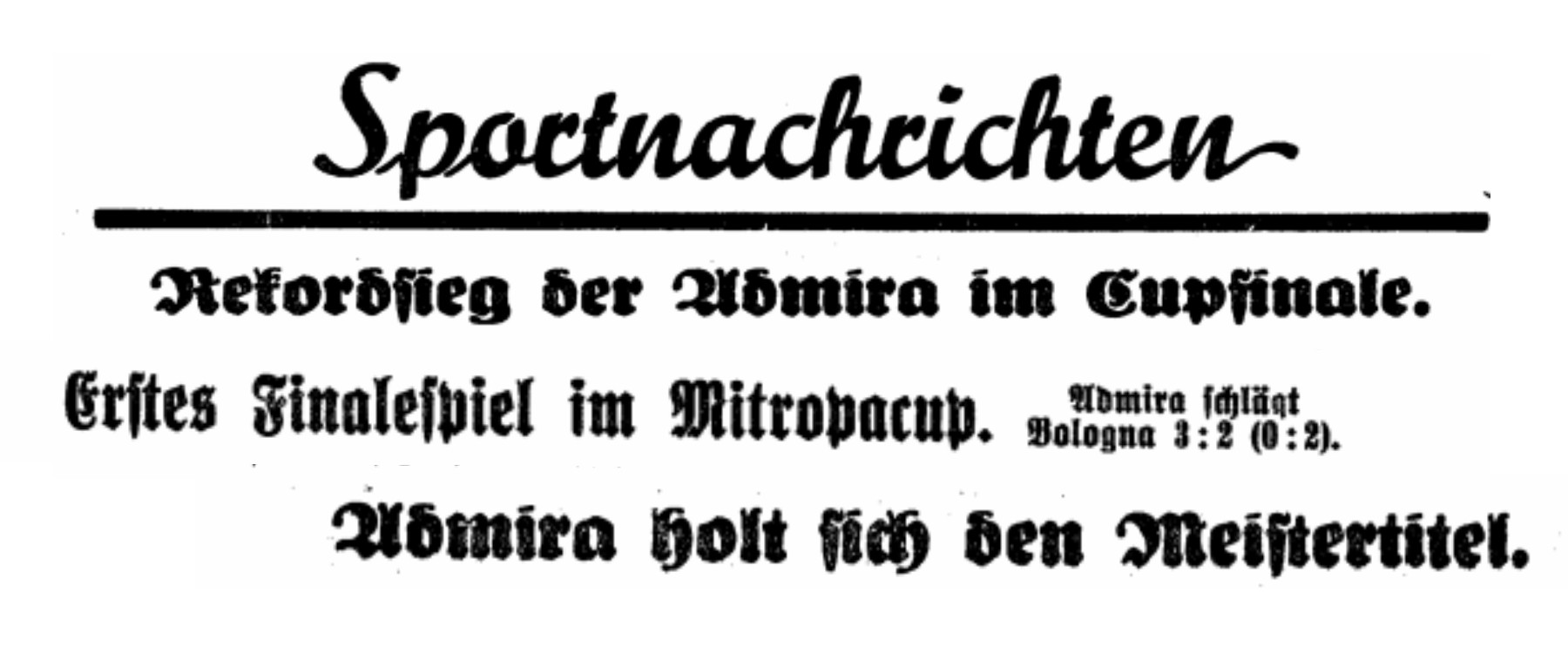
Admira machte Schlagzeilen im Rekordjahr 1934

Nach diesen drei Jahren, die sehr zu Ungunsten der Admira verlaufen waren, konnte im Jahre 1932 wiederum der Gewinn des Doubles verbucht werden. Die Meisterschaft konnte durch einen 4:1-Erfolg beim großen Bezirksrivalen Floridsdorfer AC in der letzten Runde am 12. Juni vor der Vienna entschieden werden, bereits zwei Wochen zuvor konnten die Jedleseer im Cup reüssieren. Wie im Jahre 1928 hieß der Endspielgegner WAC, doch dieses Mal konnte Rudi Hiden vom Admira-Sturm sechsmal bezwungen werden; die Partie endete 6:1. Im Mitropacup mussten sich die Doublegewinner allerdings Slavia Prag mit 1:3 beugen. Der Höhepunkt der Schwarz-Weißen-Vereinsgeschichte war im Jahre 1934 erreicht: Meister, Cupsieger, Mitropacupfinale. Höhepunkt im nationalen Fußball 1934 war das Cupfinale gegen den damals bereits 10-fachen Meister Rapid Wien. Die Grün-Weißen wurden 8:0 geschlagen – bis heute gelang es keiner anderen Mannschaft, den Rapidlern eine höhere Niederlage beizubringen. Insbesondere die Sturmreihe der Jedleseer Vogl–Hahnemann–Stoiber–Schall–Vogl sowie das so genannte Triangel-Spiel mit Hanreiter und Urbanek machte auf Zeitgenossen wie Ernst Ocwirk, wie dieser in seiner Auto-Biographie schreibt, einen „gewaltigen Eindruck“. Mit Peter Platzer stand zudem der damals stärkste österreichische Tormann im schwarz-weißen Tor. Auf dem Weg ins Finale wurde zunächst Napoli und Sparta Prag bezwungen. Im Halbfinale trafen die Schwarz-Weißen auf den italienischen Serienmeister Juventus Turin, dessen Spieler Orsi, Combi, Bertolini, Ferrari und Monti erst wenige Wochen zuvor das Weltmeisterschaftsfinale 1934 gegen die Tschechoslowakei gewonnen hatten. Das Spiel im Praterstadion endete 3:1 für die Jedleseer, nach einem 1:2 im Stadio Luigi Ferraris stand der Verein im Endspiel um den Mitropapokal. Das Finale sollte jedoch erst zwei Monate nach dem Halbfinale, bereits in der nächsten Saison ausgetragen werden. Die Admira, mittlerweile außer Form geraten, unterlag dem FC Bologna im Mitropacupfinale schließlich mit einem Gesamtergebnis von 4:7.

### 1935–1945: Ende der goldenen Ära und Absturz während des Nationalsozialismus
Nach den großen Erfolgen des Jahres 1934 vermochte die Admira vorerst nicht, ihre Titel zu verteidigen. Hinter der überragenden Rapid, die in der Meisterschaft gänzlich ungeschlagen blieben, blieb nur der Vizemeistertitel übrig. Im Mitropacup kam das Aus bereits im Achtelfinale gegen MTK Hungária Budapest. Ein Jahr später waren die Jedleseer wieder zurück an der Tabellenspitze und somit zum bereits fünften Mal österreichischer Meister. Willy Hahnemann wurde zudem österreichischer Torschützenkönig. Im Mitropapokal 1936 kam jedoch abermals das frühe Aus für die Schwarz-Weißen, die an Prostějov scheiterten. 1937 wurde der Meistertitel erfolgreich verteidigt, in der gesamten Saison gab es nur eine Niederlage und diese gegen den Abstiegskandidaten FavAC. Drei Jahre nach dem Finaleinzug 1934 sorgten die Admiraner im Mitropapokal jedoch wieder für Erfolgserlebnisse. Sparta Prag wurde nach einem 1:1 und 2:2 in einem Entscheidungsspiel im neutralen Budapest mit 2:0 bezwungen, so dass die Mannschaft ins Viertelfinale aufstieg. Dort wurde der Admira zum ersten Mal das politische Geschehen zum Verhängnis. Nachdem es im Hinspiel in Wien gegen Genova 1893 FBC (2:2), die das Spiel mit dem faschistischen Gruß eröffneten, zu heftigen Demonstration beim Wiener Publikum gekommen war, wurde die Admira auf italienischem Druck vom Mitropapokalwettbewerb ausgeschlossen, allerdings durfte auch Genua nicht im Bewerb weiterspielen. Viel weitreichender waren die Auswirkungen auf die Admira nach der Annexion Österreichs durch das Deutsche Reich am 12. März 1938. Der Verein konnte sich vorerst noch an der Spitze halten, wurde 1939 vorerst letztmals österreichischer Meister (beziehungsweise im damaligen Sprachgebrauch Gewinner der „ostmärkischen Gauliga“). Als „Ostmarkmeister“ durften die Admiraner an den Endrundenspielen um die deutsche Meisterschaft teilnehmen, wobei sich die Admiraner bis ins Finale spielten.
Im Endspiel kam es zum Aufeinandertreffen mit dem FC Schalke 04. Der Verein war damals als erfolgreichster „altdeutscher“ Klub in Österreich besonders unbeliebt, hinzu kamen Verbindungen dreier Spieler zur NSDAP. Die Stützen der damaligen Schalker Mannschaft, Fritz Szepan und Ernst Kuzorra, waren Mitglieder der NSDAP und unterstützen Wahlaufrufe der Partei. Das von Schiedsrichter Schulz geleitete Match entwickelte sich zum Skandalspiel: Drei Admiraner wurden ausgeschlossen, das Spiel endete 0:9. Nachdem Szepan die Admira verspottet hatte, wurde er von Klacl mit einem Kinnhacken niedergestreckt, was eine lebenslange Sperre nach sich zog. Um die Wogen etwas zu glätten, einigten sich die Beteiligten schließlich auf ein „Versöhnungsspiel“. Am 17. November 1940 gastierte Schalke 04 schließlich in Wien, für das Spiel war wiederum der Dresdner Schiedsrichter Schulz angesetzt. Die Admira konnte mit 1:0 in Führung gehen, zwei weitere klare Treffer wurden vom Referee aberkannt. Nachdem kurz vor Spielschluss noch das 1:1 gefallen war, wurde das Spielfeld von den 50.000 Zusehern gestürmt, der Schiedsrichter wurde angegriffen, der Schalker Mannschaftsbus zerstört und sämtliche Reifen des Autos von Gauleiter Baldur von Schirach aufgestochen. Die Admira konnte in der folgenden Zeit nicht verhindern, dass nahezu die gesamte Mannschaft sukzessive als Soldaten an die Front geschickt wurde. 1943 stieg der Verein schließlich erstmals in seiner Geschichte ab, allerdings nicht auf sportlichem Wege, denn er wurde zu Gunsten der SG Reichsbahn in die 2. Klasse versetzt. Zu Kriegsende konnte der Verein zwar in den Relegationsspielen den Wiederaufstieg schaffen, zum damaligen Zeitpunkt war mit Paul Giesser jedoch nur noch ein einziger Spieler der Meistermannschaft von 1939, damals noch Ersatzspieler, im Kader. Nachdem die Admira in dieser kurzer Zeit nahezu ihre gesamte Mannschaft verloren hatte, sollte der Anschluss an die ruhmreichen 30er Jahre nach Kriegsende nicht mehr gelingen.

### 1945–1960: Mittelklassigkeit und bis zum Engagement der NEWAG

Logo der Admira in einer schwarz-weiß Variante von 1945 bis 1959

In der ersten Nachkriegssaison musste die Admira erneut ums sportliche Überleben kämpfen. Die Jedleseer schlossen punktgleich mit Absteiger Helfort ab, das bessere Torverhältnis rettete sie jedoch vor dem Abstieg. Erst am letzten Spieltag fiel die Entscheidung über den Verbleib in der Liga: Admira siegte gegen SC Rapid Oberlaa mit 8:0, während gleichzeitig Helfort der Austria mit 1:2 unterlag. In den folgenden Spielzeiten gelang es der Admira, sich zunehmend wieder in der Tabellenmitte festzusetzen. Den Anschluss an die glorreiche „Goldene Ära“ suchte man jedoch vergebens. Größter Erfolg der ersten Nachkriegsjahre war der Einzug ins Wiener Cupfinale 1948, wobei sich insbesondere die Viertelfinalauseinandersetzung mit dem Sport-Club zu einem Krimi entwickelte. Das erste Match endete 2:2 nach Verlängerung, ein Wiederholungsspiel wurde angesetzt. Abermals gab es ein 2:2 nach Verlängerung, wiederum kam es zu einem Wiederholungsspiel. Schließlich konnten sich die Jedleseer im dritten Spiel mit dem Sport-Club 2:1 behaupten und auch im Cup-Halbfinale die Vienna mit demselben Ergebnis bezwingen. Im Finale vor 30.000 Zusehern im Praterstadion hieß es jedoch 2:1 zu Gunsten der Wiener Austria. Für die Admira traf der damalige Star der Jedleseer: Erich Habitzl, Torschützenkönig 1949. Bestes Meisterschaftsergebnis dieser Ära war der dritte Platz hinter Rapid und Austria 1948/49, wobei dies wie das Cupfinale in den folgenden Jahren nicht wiederholt werden konnte.
1951 kam es zur Fusion mit dem Eisenbahnersportverein (ESV) Wien, ohne dessen Fußballabteilung zu übernehmen. Unter der Bezeichnung ESV Admira Wien spielte die Admira fortan in der ersten Liga, es gelang allerdings in den folgenden Jahren nie über den 5. Platz hinauszukommen, die Admiraner schnitten allerdings auch nie schlechter als auf dem zehnten Platz ab. Einzige Ausnahme bildete das Jahr 1959, als der Verein erstmals in Abstiegsnöte kam und in der Endabrechnung als Zwölfter nur drei Punkte Vorsprung auf den Absteiger Kapfenberger SV hatte. Da der Cup mittlerweile abgeschafft wurde, konnten auch dort keine Erfolge verbucht werden. Dem Verein fehlte das Geld zum Kauf guter Spieler, er musste sich fast ausschließlich mit den eigenen Nachwuchsspielern begnügen, wodurch es nicht gelang, um den Meistertitel mitzuspielen. Negativer Höhepunkt dieses Jahrzehnts war schließlich das Jahr 1960, als die Jedleseer mit nur 3 Siegen für ein Jahr in die Regionalliga Ost absteigen mussten, dort allerdings klar den Wiederaufstieg schafften. Mittlerweile war mit der NEWAG/NIOGAS, dem Vorgänger des niederösterreichischen Energieversorgers EVN, ein finanzkräftiger Sponsor gefunden worden, der bereit war, viel in den Wiener Fußballklub zu investieren. Mit Einstieg des Sponsors im Jahr 1960 änderte der Verein seinen Namen in ESV Admira-NÖ Energie Wien; medial wurde allgemein das Kürzel Admira Energie gebraucht.

### 1960–1971: Letzter Titel und Abwanderung in die Südstadt

Erbe der Wiener Admira – ein neuer niederösterreichischer Verein

Die Admira konnte bald für die vom neuen Sponsor gewünschten Erfolge sorgen. 1964 erreichte der Verein erstmals seit 30 Jahren wieder ein österreichisches Cupfinale. Im Praterstadion stand die Admira-Elf der Wiener Austria gegenüber und konnte das Spiel dank eines Treffers von Walter Stamm mit 1:0 für sich entscheiden. Um auch in der Meisterschaft erfolgreich zu sein, wurden die Wünsche des Trainers Hans Pesser vom Sponsor großzügig erfüllt, 1964/65 fehlte schließlich nur noch ein Punkt zum Titelgewinn. Als Glücksgriff erwies sich der Transfer des jugoslawischen Tormanns Dragomir Vukićević, der in der Meisterschaft 1966 in 25 Partien nur 14 Gegentreffer bekam. Im Cup absolvierte er vier Spiele, ohne auch nur ein Tor zu kassieren. Vor dem Cupfinale und der letzten Meisterschaftsrunde fiel „Vuki“ aber verletzt aus, Ersatztormann Johann Draxelmayer musste einspringen. Im Finalspiel gegen Rapid Wien blieb er ebenfalls ohne Gegentor, für die Admira traf Burli Herzog gegen den späteren Klub seines Sohnes zum 1:0. In der Meisterschaft konnten die Jedleseer ihr letztes Spiel gegen die Austria vor 15.000 Zusehern ebenso gewinnen und dadurch zum vierten Mal in der Vereinsgeschichte das Double holen.
Nach dem erfolgreichen Jahr 1966 wurden aus den Jedleseern Südstädter. Der Sponsor NEWAG/NIOGAS hatte sich entschlossen, den Verein aus dem Norden Wiens ins niederösterreichische Maria Enzersdorf im Süden der Stadt umzusiedeln. In diesem Ort war auch der Sponsor selbst angesiedelt, auf seinem Nachbargrundstück ließ er das neue Admira-Stadion Südstadt erbauen. Dies geschah sichtlich zum Unmut der Fans. Nachdem der Sponsor nach internen Finanzskandalen seine Geldzahlungen schlagartig verminderte, stand der damals dritterfolgreichste Fußballverein Österreichs kurz vor dem Ende, konnte sich schließlich jedoch noch mit der NEWAG/NIOGAS einigen. Dennoch machte sich der Verein auf die Suche nach einem Fusionspartner, führte insbesondere Gespräche mit der Wiener Austria. Nachdem der zweimalige Versuch, zum Verein Admira-Austria zu fusionieren scheiterte, trat man schließlich an Wacker Wien heran, mit der die Fusion 1971 zum FC Admira/Wacker vonstattenging. Der neue Verein wurde sowohl Rechtsnachfolger der Admira, als auch von Wacker und darf sich mit den errungenen Titeln beider Vereine schmücken.

## Stadion und Plätze
Die ersten Spiele bestritt die Admira auf der Kirchenlacke, im Grunde genommen eine einfache Wiese in der Floridsdorfer Schwarzlackenau, einem Teil des Wiener Überschwemmungsgebiets. Bereits die alte Admira hatte dort ihre Fußballmatches ausgespielt, der neue Verein musste seinen Platz zudem mit mehreren anderen Klubs teilen, darunter auch der SC Columbia XXI. Die oftmals von der Donau überschwemmte Kirchenlacke war von 1905 bis 1909 die Heimat des Vereins, der schließlich einen hochwassersicheren Platz neben der 1898 errichteten Baumwollfärberei Pollack & Söhne in der Deublergasse erwerben konnte. In der Deublergasse wurde von 1909 bis 1933 gespielt, es handelte sich dabei bereits um einen Platz mit kleinen Holztribünen. In der Vereinschronik der Admira ist zu lesen, dass „alle Spieler und Funktionäre es als eine Ehrensache betrachteten, ihren Platz in ihrer Freizeit mit ihrer Hände Arbeit auf Glanz herzurichten“.
Nachdem der Platz in der Deublergasse für den mittlerweile mehrmaligen Meister aus Jedlesee zu klein geworden war, übernahm der Verein im Jahre 1933 den Sportplatz der Viktoria XXI in der Hopfengasse und baute ihn zu einem Stadion aus. Der alte Platz in der Deublergasse wurde an den Bezirksrivalen Floridsdorfer AC verkauft. In der Hopfengasse hatten die Schwarz-Weißen zwar nun einen angemessenen Sportplatz gefunden, wichtige Spiele wurden dennoch meist im Praterstadion oder auf der Hohen Warte ausgetragen. Der Verein spielte bis zum Bau des neuen Stadions Südstadt in Maria Enzersdorf in der Hopfengasse, übergab das Stadion nach dem Auszug 1966 wiederum an den Floridsdorfer AC, der bis heute seine Heimspiele dort austrägt. Die Admira übersiedelte zunächst für die Herbstsaison 1966 in das Stadion der Stadt Mödling, Spielstätte des VfB Mödling, da das neue Südstadt-Stadion erst mit Verspätung fertiggestellt wurde. Es wird heute von Admiras Nachfolger VfB Admira Wacker Mödling genutzt und fasst 12.000 Zuseher. Der vollständige Bau konnte nach dem Rückzug der NEWAG/NIOGAS als Sponsor nie verwirklicht werden, bis heute fehlen die geplanten Tribünen hinter den Toren.

## Bekannte Spieler
Die Admira hatte im Laufe ihrer Geschichte zahlreiche österreichische Nationalspieler hervorgebracht. Der Verein profitierte gemeinsam mit dem FAC von seiner Lage inmitten des Arbeiterbezirkes Floridsdorf, in dem der Fußball bei den Straßenkindern der Zwischenkriegszeit zur liebsten Beschäftigung wurde. So war bis 1937 fast jeder vierte Nationalspieler Österreichs (160) in Floridsdorf (36) geboren, eine Statistik mit der einzig Favoriten (31) mithalten konnte. Auf der Position des Tormanns standen mit Friedrich Franzl, Rudolf Zöhrer und Peter Platzer während der erfolgreichen 20er und 30er Jahre die jeweiligen österreichischen Nationaltorhüter. Die größte Berühmtheit der drei erlangte Peter Platzer, der für Österreich an der Weltmeisterschaft 1934 (Halbfinale) teilnahm. Er wird als elegant und fangsicher beschrieben und konnte als Nachfolger Zöhrers vom Bezirksrivalen FAC abgeworben werden. Als Verteidiger bei Admira in der Anfangszeit stach insbesondere Toni Janda heraus, der für seine Schnelligkeit und sein gutes Kopfballspiel bekannt war. Im Mittelfeld der Admira war mit Hans Urbanek ein weiterer WM-Teilnehmer von 1934, der als unermüdlicher Arbeiter auf dem Platz galt.
Glanzstück der erfolgreichen Ära der Jedleseer war jedoch die Sturmlinie. Erster Stürmerstar war der grobknochige „Burgermaster“ Sigl, der insbesondere durch seine Schusskraft bekannt war. Ihm zur Seite stand Klima, der nach seinem Abgang nach Frankreich durch Willy Hahnemann ersetzt wurde. Als Mittelstürmer kam Karl Stoiber zum Einsatz, Prunkstück des Admira-Angriffs war jedoch der linke Flügel. Auf ihm spielten der fünffache Torschützenkönig Toni Schall und Adolf Vogl. Die beiden kamen auch in dieser Formation als linkes Sturmduo im österreichischen Wunderteam zum Einsatz, ihr Zusammenspiel wurde insbesondere durch Willy Schmiegers Radiokommentar im Spiel des Jahrhunderts gegen England 1932 berühmt („Schall zu Vogl, Vogl zu Schall – Tor!“). Nach dem Ende des Zweiten Weltkrieges konnte die Admira, trotz fehlender nationaler Erfolge, noch einige berühmte Spieler hervorbringen. Bekannt wurden der Verteidiger Karl Kowanz sowie die Stürmer Erich Habitzl und Erich Probst. Letzter wurde bei seinem späteren Klub Rapid berühmt und war mit 6 Toren Vizetorschützenkönig der WM 1954, bei der die österreichische Nationalmannschaft den 3. Platz erreichte. Letzter Stürmerstar aus den Reihen der Schwarz-Weißen war Willy Kreuz, der im Jahr vor der Fusion mit Wacker noch Torschützenkönig wurde.

### Nationalspieler
| - Josef Bican - Michael Breibert - Fritz Cejka - Karl Durspekt - Leopold Facco - Friedrich Franzl - Gustav Gerhart - Erich Habitzl - Wilhelm Hahnemann - Josef Hamerl - Franz Hanreiter - Anton Janda - Günter Kaltenbrunner - Johann Klima - Anton Koch - Ferdinand Kolarik - Gerhard Fleischmann | - Giuseppe Koschier - Wilhelm Kreuz - Robert Pavlicek - Hans Pirkner - Peter Platzer - Franz Runge - Anton Schall | - Johann Schierl - Karl Schott - Ignaz Sigl - Karl Skerlan - Walter Scholz - Walter Stamm - Karl Stoiber - Heinrich Strasser - Johann Szauer | - Karl Szoldatics - Johann Urbanek - Leopold Vogl - Adolf Vogl - Josef Wahl - Rudolf Zöhrer - Stefan Frühwirth - Sebastián Martínez |

### Weitere bekannte Österreicher
| - Anton Herzog | - Paul Kozlicek | - Felix Latzke |

### Torschützenkönige
| - 1927 Anton Schall: 27 Tore - 1928 Anton Schall: 36 Tore - 1929 Anton Schall: 21 Tore - 1931 Anton Schall: 25 Tore | - 1932 Anton Schall: 22 Tore - 1936 Wilhelm Hahnemann: 23 Tore - 1949 Erich Habitzl: 23 Tore - 1971 Wilhelm Kreuz: 26 Tore |

### Ehrungen
Anfang der 1990er Jahre beschloss der Wiener Gemeinderat auf Anregung des Floridsdorfer Bezirksrates, mehrere Straßenzüge im Floridsdorfer Stadtteil Großjedlersdorf nach ehemaligen Fußballnationalspielern des FAC sowie der Admira zu benennen. Aufgrund dieser in Österreich einmaligen Entscheidung ist ein kleines Viertel entstanden, in dem sich ausschließlich Straßennamen finden, die ehemalige Fußballer ehren sollen.

## Fans und ihre „Botaniker“
Den größten Zuschauerzuspruch erhielt die Admira in Österreich während ihrer goldenen Ära in den 1930er Jahren. Insbesondere der Admira-Sturm trug maßgeblich zur Popularität des Vereines bei. Den Mitropacupspielen wohnten bis zu 45.000 Zusehern bei, Admiras Cuptriumph über Rapid sahen 32.000 Zuschauer. Von den Anhängern wurden die Jedleseer in dieser Zeit mit dem Spitznamen „Die Botaniker“ bedacht. Der Name entstand während einer Reise in die Niederlande, als die Mannschaft ein Gewächshaus besuchte und ihnen jede einzelne Pflanze eingehend näher gebracht wurde. Ignaz Sigl, der damalige Rechtsaußen der Admiraner, quittierte jede Erklärung des Holländers mit einem wienerischen „Dös kenn i eh“, worauf er vom vortragenden Gärtner ernsthaft gefragt wurde, ob er denn Botaniker sei. Die Antwort Sigls „Na, owa a Jedleseer“ traf bei dem Gärtner auf wenig Verständnis; die gesamte Mannschaft soll in schallendes Gelächter ausgebrochen sein und ihren Mitspieler wochenlang mit dem Namen „Botaniker“ bedacht haben. Allmählich übertrug sich diese Bezeichnung auf den gesamten Verein und geriet erst nach der Fusion mit Wacker wieder in Vergessenheit. Nach Ende des Zweiten Weltkrieges sank der Zuschauerschnitt auf Grund der mittelmäßigen Ergebnisse der Mannschaft, pendelte sich bei Heimspielen bei etwa 5.000 ein. Bei der Abwanderung in die Südstadt gelang es nicht im ausreichenden Maß, „alte Fans“ vom Norden in den Süden Wiens mitzunehmen. Auch „neue Fans“ für die „Zugereisten“ fanden sich zu wenige.

## Titel und Erfolge

### National
- Österreichische und deutsche Fußballmeisterschaft
  - 8 × Österreichischer Meister: 1927, 1928, 1932, 1934, 1936, 1937, 1939, 1966
  - 5 × Österreichischer Vizemeister: 1929, 1930, 1931, 1935, 1963
  - 1 × Deutscher Vizemeister: 1939
- Österreichischer Cup
  - 5 × Österreichischer Cupsieger[16]: 1928, 1932, 1934, 1964, 1966

### International
- Mitropapokal
  - 1 × Mitropapokal-Finale: 1934
  - 2 × Mitropacup-Semifinale: 1928, 1934
  - 5 × Mitropacup-Viertelfinale: 1927, 1928, 1932, 1934, 1937
- Europapokal
  - 2 × Teilnahme Europapokal: 1965 (CC), 1967 (CM)

Für die Europapokalergebnisse siehe: FC Admira Wacker Mödling/Europapokalstatistik.

## Weitere Sportarten
Im Laufe der Geschichte des Vereins gab es auch weitere Mannschaften in anderen Sportarten, die unter dem Namen „SK Admira Wien“ antraten. Dabei handelte es meist um eigenständige Vereine ohne engere Verbindung zu den Fußballsektionen. An erster Stelle ist hierbei der Damenhandballverein Union Admira Landhaus zu nennen. Der neunfache österreichische Meister ging allerdings bereits 1968 an den SC Landhaus über, trägt aber bis heute den Namen Admira. In die Annalen konnten sich auch die männlichen Basketballer eintragen, die 1949 Österreichs zweiter Meister wurden.